# Kleopatra (mytologie)
Kleopatra (latinsky Cleopatra) je v řecké mytologii jméno dvou ženských postav.

## Kleopatra - dcera Boreova
Její otec Boreás, bůh větru, se dlouho ucházel o královskou dceru Óreithýi, ale její otec ho stále vyhýbavě odmítal. Nakonec Boreás se zmocnil Óreithýie násilím a unesl ji a usadil ji v zemi Kikonů. Měli spolu dva syny jménem Kalaís a Zétés a dcery Chioné a Kleopatru.
Zatímco její okřídlení bratři se proslavili hrdinskými činy, Kleopatra se stala manželkou thráckého krále Fínea a měla s ním dva syny. Fíneus ji však vyhnal, znovu se oženil a pak na naléhání druhé ženy své syny zavřel do hlubokého žaláře a prý snad je dokonce oslepil a zakopal zaživa do země.
To zjistili její bratři Kalaís a Zétés, když připlul k thráckým břehům na lodi Argó, která pod velením Iásona plula pro zlaté rouno do daleké Kolchidy. Na této zastávce bratři zjistili, co se stalo, osvobodili své bratrance. Nehodlali švagra potrestat, protože jednal podle intrik své druhé ženy.
Bohové však Fínea potrestali, a to neutišitelným hladem. Kdykoliv usedl k jídlu, přiletěly hrozné Harpyje, napůl ženy, napůl ptáci, jídlo mu sežraly a co zbylo pokálely. Fíneus už byl jenom kost a kůže. Bratři vyletěli do výšky, schovali se za mrak a když se Harpyje přiblížily, podnikli na ně tak rychlý útok, že Harpyje odletěly na ostrovy daleko na jih. Hnali by je ještě dále, ale bohyně duhy Iris jménem bohů přislíbila, že Harpyje se sem nikdy nevrátí. Ostrovy byly pojmenovány Strofady a jmenují se tak dodnes.

## Kleopatra - manželka Meleagrova
Tato Kleopatra byla dcerou messénského krále Ída a stala se manželkou kalydónského krále Meleagra. Když po událostech na kalydónském lovu Meleagros ze zuřivosti zabil dva bratry své matky Althaie, matka naplnila dávnou věštbu. Spálila dřevo, které daly sudičky maličkému Meleagrovi s tím, že bude tak dlouho živ, dokud dřevo neshoří.
Přesně to se stalo, současně dohořelo dřevo a ve stejném okamžiku zemřel hrdina Meleagros. Kleopatra i Althaia poté spáchaly sebevraždu.